# Lenkersdorf
Lenkersdorf ist ein Ortsteil der sächsischen Stadt Zwönitz im Erzgebirgskreis.

## Geografie

### Lage
Das doppelreihige Waldhufendorf Lenkersdorf liegt in einer Höhe von 540 bis 600 m in der Quellmulde des Hinteren Aubachs, dessen Verlauf die gewundene Anlage des Dorfs bestimmt. Die Hufen greifen auf der westlichen Seite noch etwas über den Vorderen Aubach hinweg. Die Staatsstraße 283 zwischen Zwönitz und Hartenstein läuft genau an der ehemaligen Flurgrenze zwischen Lenkersdorf und Niederzwönitz entlang. Durch den südlichen Teil der Lenkersdorfer Flur führt die Bahnstrecke Chemnitz–Aue–Adorf, der nächstgelegene Bahnhof befindet sich im etwa 1,5 km entfernten Zwönitz.

### Nachbarorte
|             |                                             | Niederzwönitz |
| Affalter    | Kompassrose, die auf Nachbargemeinden zeigt | Zwönitz       |
| Dittersdorf |                                             | Kühnhaide     |

## Geschichte

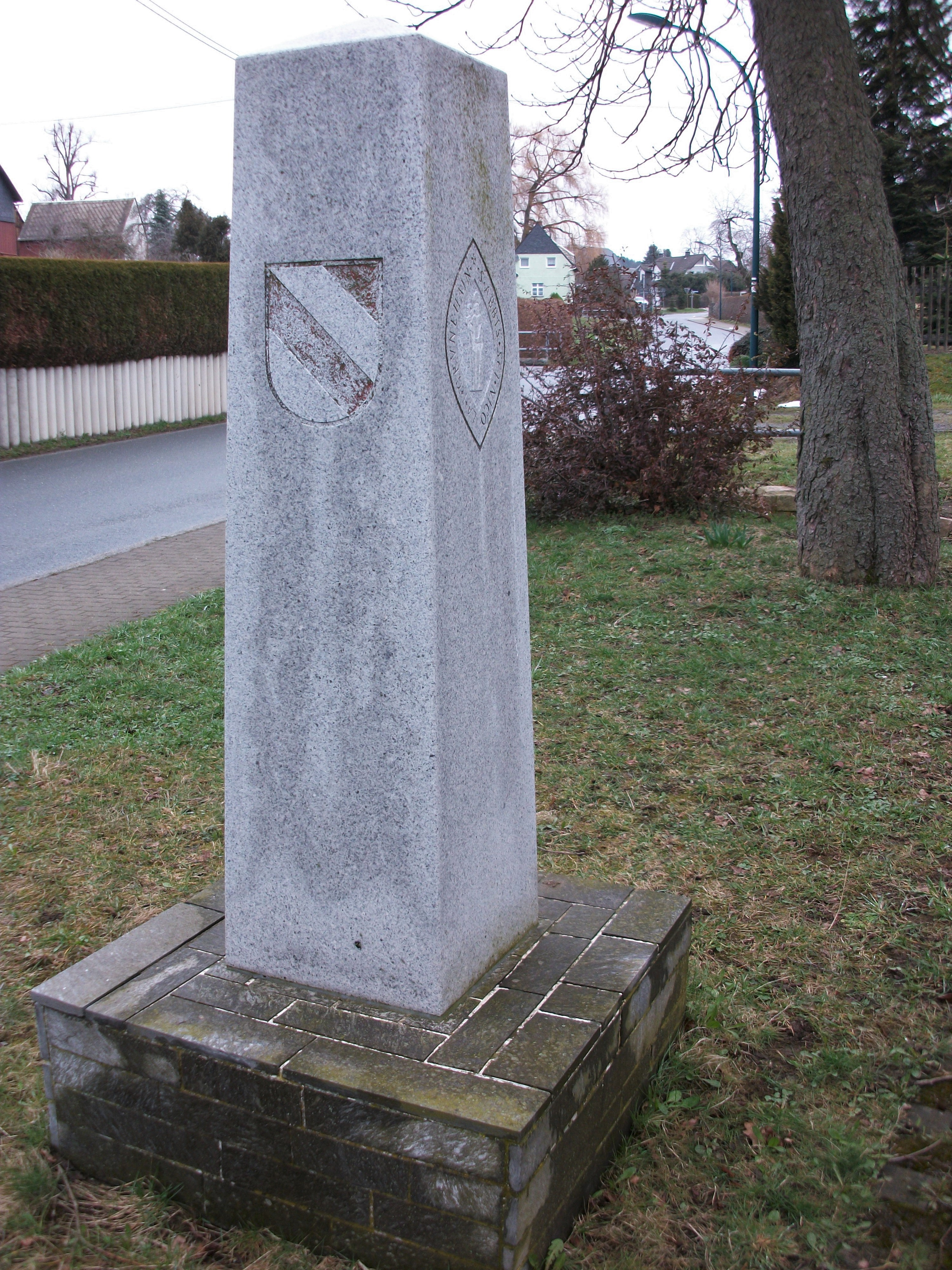
Wappenstein Lenkersdorf, Wappen Haus Schönburg und Grünhainer Abt

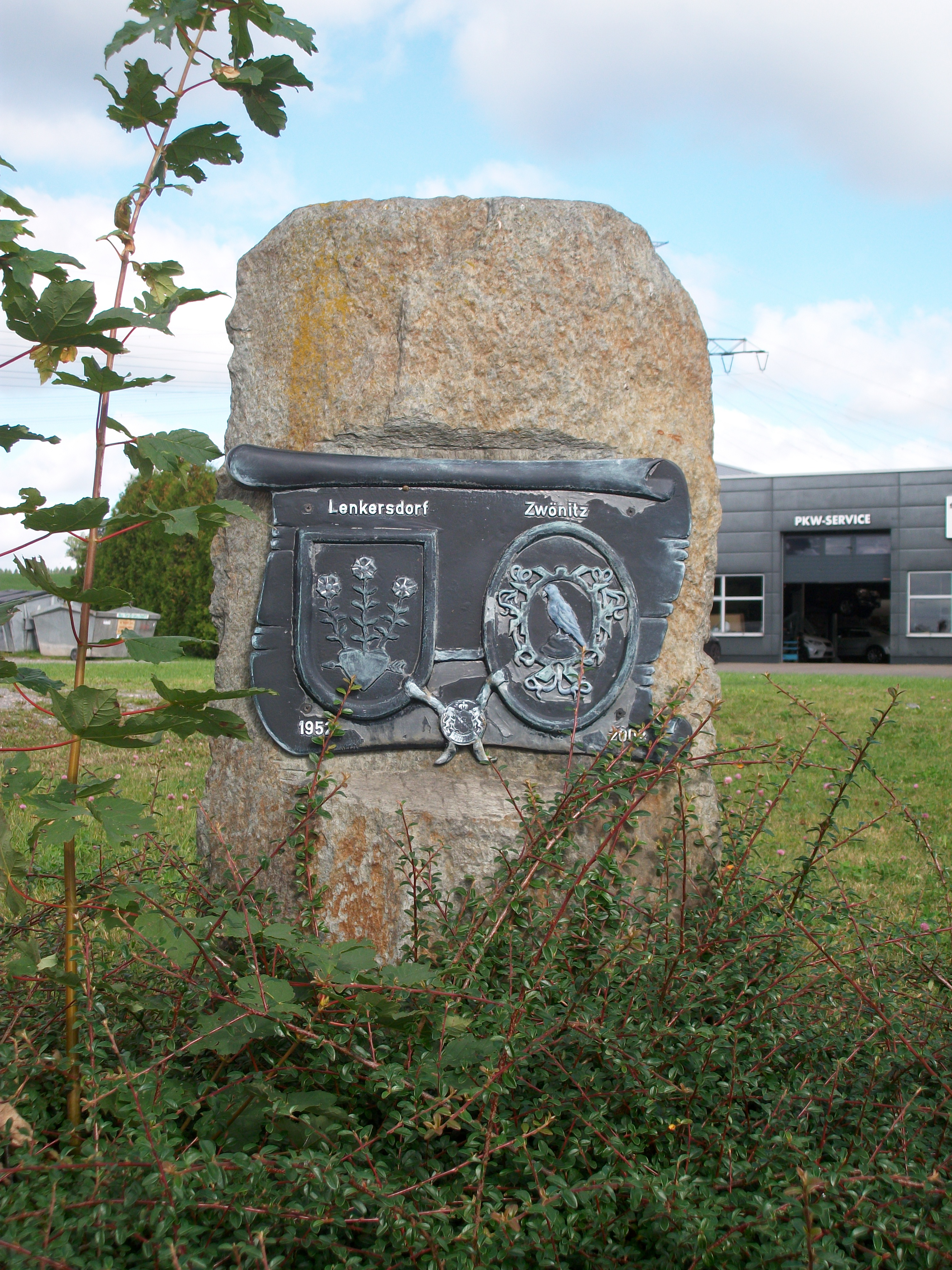
Historische Flurgrenze Zwönitz–Lenkersdorf, Gedenkstein Eingemeindung

Das Waldhufendorf Lenkersdorf wurde vermutlich um 1200 durch fränkische Bauern aus Richtung Lößnitz besiedelt. Die Ersterwähnung des Dorfs stammt aus dem Jahre 1312, als die Meinheringer als Besitzer der Grafschaft Hartenstein die Hälfte von Nenkersdorf sita iuxta Leznicz dem Kloster Grünhain schenkten. Die andere Dorfhälfte mit acht Bauern gehörte weiterhin zur Grafschaft Hartenstein, die ab 1406 in den Herrschaftsbereich der Schönburger eingegliedert wurde. Von den sieben zum Kloster gehörenden Höfen befanden sich fünf westlich des Aubachs. Der Grund für die unregelmäßige Verteilung der Herrschaftsbereiche ist nicht nachvollziehbar. Die Teilung blieb auch nach der Säkularisation des Klosters Grünhain im Jahr 1533 bestehen. Der grünhainische Anteil von Lenkersdorf gehörte in der Folgezeit als Amtsdorf bis 1856 zum kursächsischen bzw. königlich-sächsischen Amt Grünhain. Im Jahr 1856 kam Lenkersdorf (grünhainischer Anteil) zum Gerichtsamt Grünhain und im Jahr 1875 zur Amtshauptmannschaft Chemnitz. Der schönburgische Anteil von Lenkersdorf gehörte bis ins 19. Jahrhundert als Amtsdorf zur schönburgischen Grafschaft Hartenstein. Nachdem auf dem Gebiet der Rezessherrschaften Schönburg im Jahr 1878 eine Verwaltungsreform durchgeführt wurde, erfolgte die Vereinigung der beiden Ortsteile zu einer Gemeinde innerhalb der Amtshauptmannschaft Chemnitz. Bereits seit 1839 besaßen beide Ortsteile nach Einführung der Sächsischen Landgemeindeordnung einen gemeinsamen Gemeindevorstand. Bezüglich der kirchlichen Zugehörigkeit waren beide Herrschaftsbereiche ursprünglich nach Lößnitz gepfarrt, seit der Teilung gingen die zur Grünhain gehörigen Einwohner nach Zwönitz in die Kirche. Das Dorf ist aktuell anteilig in die Trinitatiskirchgemeinde Zwönitz und die Johanniskirchgemeinde Niederzwönitz eingepfarrt. Neben der Landwirtschaft war die Schiefergewinnung von einiger Bedeutung. In und um Lenkersdorf bestanden vier Schieferbrüche, in denen Dachschiefer gebrochen wurden.
Am 1. Juli 1910 wurde aus dem südwestlichen Teil der Amtshauptmannschaft Chemnitz die Amtshauptmannschaft Stollberg gebildet, zu der nun auch Lenkersdorf gehörte. Als Teil der 1939 in Landkreis Stollberg umbenannten Amtshauptmannschaft Stollberg gehörte Lenkersdorf ab dem 8. Mai 1945 für 42 Tage zum Unbesetzten Gebiet im Westerzgebirge. Durch die Auflösung des Kreises Stollberg im Zuge der ersten Kreisreform in der DDR kam Lenkersdorf im Jahre 1950 zum Kreis Aue im Bezirk Chemnitz (1953 in Bezirk Karl-Marx-Stadt umbenannt), bei dem der Ort auch nach Neugründung des Kreises Stollberg im Jahr 1952 verblieb. Die Eingemeindung von Lenkersdorf nach Zwönitz erfolgte am 1. April 1952. Die Bauern von Lenkersdorf wurden zu DDR-Zeiten der LPG Thomas Müntzer in Zwönitz und der KAP Am Katzenstein angeschlossen.
Als Ortsteil der Stadt Zwönitz gehörte Lenkersdorf ab 1990 zum sächsischen Landkreis Aue. Im Zuge der ersten sächsischen Kreisreform 1994 wechselte die Stadt Zwönitz mit ihren Ortsteilen in den Landkreis Stollberg, der 2008 im Erzgebirgskreis aufging. Anlässlich der 50-jährigen Wiederkehr der Eingemeindung nach Zwönitz wurde im Jahr 2002 ein Wappenstein in der Ortsmitte von Lenkersdorf aufgestellt, der an die jahrhundertelange Teilung des Orts erinnern soll. Er trägt die Wappen von Zwönitz, Lenkersdorf, des Hauses Schönburg und des Abts von Grünhain.

## Entwicklung der Einwohnerzahl
| Jahr      | Einwohnerzahl                                    |
| --------- | ------------------------------------------------ |
| 1546/51 1 | 16 besessene Mann, 7 Inwohner, 10 ½ Hufen        |
| 1750/64 1 | 15 besessene Mann, 2 Gärtner, 1 Häusler, 9 Hufen |
| 1834      | 160                                              |

| Jahr | Einwohnerzahl |
| ---- | ------------- |
| 1871 | 229           |
| 1890 | 246           |
| 1910 | 237           |

| Jahr | Einwohnerzahl |
| ---- | ------------- |
| 1925 | 266           |
| 1939 | 274           |
| 1946 | 300           |